# Nicholas Blane
Nicholas Blane (Leicester, 17 agosto 1962) è un attore britannico.

## Carriera
Attivo soprattutto a teatro, è ricordato anche per la sua prolifica attività in televisione, con qualche incursione nel cinema in ruoli perlopiù secondari. Ha preso parte come personaggio ricorrente alle serie televisive britanniche Coronation Street, Trial & Retribution, Little Dorrit e Law & Order: UK, mentre ha interpretato il ruolo di Wopsle nel film per la televisione Great Expectations, diretto da Julian Jarrold nel 1999.
Nel 2012 ha dato il volto al Re delle Spezie nella seconda stagione della serie HBO Il Trono di Spade (Game of Thrones).

## Filmografia

### Cinema
- Some Kind of Life, regia di Julian Jarrold (1995)
- The Last Hangman, regia di Adrian Shergold (2005)
- Kinky Boots - Decisamente diversi (Kinky Boots), regia di Julian Jarrold (2005)
- The Illusionist - L'illusionista (The Illusionist), regia di Neil Burger (2006)
- Harry Potter e l'Ordine della Fenice (Harry Potter and the Order of the Phoenix), regia di David Yates (2007)
- Glorious 39, regia di Stephen Poliakoff (2009)
- In Secret, regia di Charlie Stratton (2013)
- Il palazzo del Viceré (Viceroy's House), regia di Gurinder Chadha (2017)
- Le cose che non ti ho detto (Hope Gap), regia di William Nicholson (2019)
- Vores mand i Amerika, regia di Christina Rosendahl (2020)

### Televisione
- Istantanea di un delitto (Agatha Christie's Miss Marple: 4.50 from Paddington) – film TV (1987)
- Drummonds – serie TV, 1 episodio (1987)
- The Piglet Files – serie TV, 1 episodio (1990)
- Archer's Goon – serie TV, 1 episodio (1992)
- Cracker – serie TV, 2 episodi (1993-1994)
- Heartbeat – serie TV, 3 episodi (1993-1998)
- Coronation Street – soap opera, 9 episodi (1993-2010)
- Love on a Branch Line – miniserie TV, 1 episodio (1994)
- Elidor – serie TV, 1 episodio (1995)
- Metropolitan Police (The Bill) – serie TV, 1 episodio (1996)
- Dalziel and Pascoe – serie TV, 1 episodio (1997)
- Trial & Retribution – serie TV, 6 episodi (1997-2002)
- Great Expectations – film TV (1999)
- The Forsyte Saga – miniserie TV, 1 episodio (2002)
- Eleventh Hour – serie TV, 1 episodio (2006)
- Life on Mars – serie TV, 1 episodio (2006)
- The Shadow in the North – film TV (2007)
- Little Dorrit – miniserie TV, 4 episodi (2008)
- Law & Order: UK – serie TV, 5 episodi (2009-2014)
- I Tudors (The Tudors) – serie TV, 1 episodio (2010)
- Whitechapel - Crimini dal passato (Whitechapel) – serie TV, 1 episodio (2010)
- Doctors – serie TV, 1 episodio (2011)
- Scott & Bailey – serie TV, 1 episodio (2011)
- Body Farm - Corpi da reato (The Body Farm) – serie TV, 1 episodio (2011)
- The Case – serie TV, 1 episodio (2011)
- Il Trono di Spade (Game of Thrones) – serie TV, stagione 2, 3 episodi (2012)
- Spies of Warsaw – miniserie TV, 2 episodi (2013)
- Dracula – serie TV, 1 episodio (2013)
- In the Club – miniserie TV, 1 episodio (2014)
- The Great Fire – miniserie TV, 2 episodi (2014)
- The Musketeers – serie TV, 1 episodio (2015)
- Taboo – serie TV, 1 episodio (2017)
- Quacks – serie TV, 1 episodio (2017)
- A Very English Scandal – miniserie TV, 1 episodio (2018)

## Doppiatori italiani
Nelle versioni in italiano delle opere in cui ha recitato, Nicholas Blane è stato doppiato da:
- Raffaele Palmieri in Dungeons & Dragons - L'onore dei ladri